# Corapipo gutturalis
A Corapipo gutturalis a madarak osztályának verébalakúak (Passeriformes) rendjébe és a piprafélék (Pipridae) családjába tartozó faj.

## Rendszerezése
A fajt Carl von Linné svéd természettudós írta le 1766-ban, a Pipra nembe Pipra gutturalis néven. Egyes szervezetek a Masius nembe sorolják Masius gutturalis néven.

## Előfordulása
Dél-Amerika északi részén, Brazília, Francia Guyana, Guyana, Suriname és Venezuela területén honos. A természetes élőhelye szubtrópusi és trópusi síkvidéki esőerdők.

## Megjelenése
Testhossza 8,5–9,5 centiméter, a hím testtömege 8,1 gramm, a tojóé 8,8 gramm.

## Életmódja
Gyümölcsökkel és rovarokkal táplálkozik.

## Külső hivatkozások
- Képek az interneten fajról
- Xeno-canto.org